# Campionati mondiali femminili di sollevamento pesi 1989
I Campionati mondiali femminili di sollevamento pesi 1989, 3ª edizione della manifestazione, si svolsero a Manchester dal 24 al 26 novembre, e furono gli ultimi ad essere considerati validi anche come 2ª campionati europei femminili di sollevamento pesi; in precedenza, si tenne anche la 62ª edizione maschile dei campionati, che si svolsero in una sede diversa, ad Atene.

## Titoli in palio
| Categoria            | Eventi         | Atlete |
| -------------------- | -------------- | ------ |
| Pesi mosca           | Fino a 44 kg   | 16     |
| Pesi gallo           | Fino a 48 kg   | 21     |
| Pesi piuma           | Fino a 52 kg   | 14     |
| Pesi leggeri         | Fino a 56 kg   | 16     |
| Pesi medi            | Fino a 60 kg   | 19     |
| Pesi massimi leggeri | Fino a 67.5 kg | 12     |
| Pesi mediomassimi    | Fino a 75 kg   | 14     |
| Pesi massimi         | Fino a 82.5 kg | 8      |
| Pesi supermassimi    | Oltre 82.5 kg  | 13     |

## Nazioni partecipanti
Le nazioni che hanno partecipato ai campionati furono 25 per un totale di 133 atlete partecipanti. Tra parentesi i partecipanti per nazione.
- Australia (3)
- Austria (2)
- Bulgaria (9)
- Camerun (1)
- Canada (7)
- Cina (9)
- Colombia (1)
- Corea del Sud (5)
- Finlandia (2)
- Francia (9)
- Germania Ovest (8)
- Giappone (8)
- Grecia (9)
- Guam (1)
- India (6)
- Indonesia (2)
- Israele (1)
- Italia (7)
- Norvegia (1)
- Portogallo (3)
- Regno Unito (9)
- Spagna (5)
- Stati Uniti (9)
- Taipei cinese (9)
- Ungheria (7)

## Risultati
Vennero stabiliti ventidue record mondiali: otto nel totale dell'esercizio, quattordici nelle specialità singole. Solamente nella categoria dei pesi leggeri non venne battuto nessun record.
| Evento   | Oro                 | Oro      | Argento              | Argento  | Bronzo                | Bronzo   |
| 44 kg    | 44 kg               | 44 kg    | 44 kg                | 44 kg    | 44 kg                 | 44 kg    |
| -------- | ------------------- | -------- | -------------------- | -------- | --------------------- | -------- |
| Strappo  | Xing Fen            | 72,5 kg  | Kunjarani Devi       | 57,5 kg  | Bastiyah Said Muhamad | 57,5 kg  |
| Slancio  | Xing Fen            | 92,5 kg  | Kunjarani Devi       | 75,0 kg  | Bastiyah Said Muhamad | 72,5 kg  |
| Totale   | Xing Fen            | 165,0 kg | Kunjarani Devi       | 132,5 kg | Bastiyah Said Muhamad | 130,0 kg |
| 48 kg    |                     |          |                      |          |                       |          |
| Strappo  | Huang Xiaoyu        | 75,0 kg  | Choi Myung-shik      | 65,0 kg  | Robin Byrd            | 62,5 kg  |
| Slancio  | Huang Xiaoyu        | 97,5 kg  | Choi Myung-shik      | 82,5 kg  | Chu Nan-mei           | 77,5 kg  |
| Totale   | Huang Xiaoyu        | 172,5 kg | Choi Myung-shik      | 147,5 kg | Chu Nan-mei           | 137,5 kg |
| 52 kg    |                     |          |                      |          |                       |          |
| Strappo  | Peng Liping         | 77,5 kg  | Hiromi Uemura        | 70,0 kg  | Chhaya Adak           | 65,0 kg  |
| Slancio  | Peng Liping         | 107,5 kg | Hiromi Uemura        | 85,0 kg  | Sijka Stoeva          | 82,5 kg  |
| Totale   | Peng Liping         | 185,0 kg | Hiromi Uemura        | 155,0 kg | Sijka Stoeva          | 147,5 kg |
| 56 kg    |                     |          |                      |          |                       |          |
| Strappo  | Xing Liwei          | 77,5 kg  | Lalita Polley        | 72,5 kg  | Žaneta Georgieva      | 72,5 kg  |
| Slancio  | Xing Liwei          | 102,5 kg | Shyamala Shetty      | 92,5 kg  | Yang Mei-tzu          | 90,0 kg  |
| Totale   | Xing Liwei          | 180,0 kg | Žaneta Georgieva     | 162,5 kg | Lalita Polley         | 160,0 kg |
| 60 kg    |                     |          |                      |          |                       |          |
| Strappo  | Ma Na               | 87,5 kg  | Kamelija Nikolaeva   | 87,5 kg  | Daniela Kerkelova     | 82,5 kg  |
| Slancio  | Ma Na               | 115,0 kg | Kamelija Nikolaeva   | 115,0 kg | Maria Christoforidou  | 100,0 kg |
| Totale   | Ma Na               | 202,5 kg | Kamelija Nikolaeva   | 202,5 kg | Daniela Kerkelova     | 182,5 kg |
| 67,5 kg  |                     |          |                      |          |                       |          |
| Strappo  | Guo Qiuxiang        | 97,5 kg  | Mária Takács         | 87,5 kg  | Diana Fuhrman         | 87,5 kg  |
| Slancio  | Guo Qiuxiang        | 122,5 kg | Mária Takács         | 112,5 kg | Kumi Haseba           | 107,5 kg |
| Totale   | Guo Qiuxiang        | 220,0 kg | Mária Takács         | 200,0 kg | Vălkana Toševa        | 190,0 kg |
| 75 kg    |                     |          |                      |          |                       |          |
| Strappo  | Milena Trendafilova | 95,0 kg  | Arlys Kovach         | 92,5 kg  | Zhang Xiaoli          | 90,0 kg  |
| Slancio  | Milena Trendafilova | 125,0 kg | Zhang Xiaoli         | 125,0 kg | Chen Shu-chih         | 110,0 kg |
| Totale   | Milena Trendafilova | 220,0 kg | Zhang Xiaoli         | 215,0 kg | Arlys Kovach          | 202,5 kg |
| 82,5 kg  |                     |          |                      |          |                       |          |
| Strappo  | Li Hongling         | 102,5 kg | María Isabel Urrutia | 100,0 kg | Judy Oakes            | 87,5 kg  |
| Slancio  | Li Hongling         | 137,5 kg | María Isabel Urrutia | 130,0 kg | Erika Takács          | 117,5 kg |
| Totale   | Li Hongling         | 240,0 kg | María Isabel Urrutia | 230,0 kg | Judy Oakes            | 202,5 kg |
| +82,5 kg |                     |          |                      |          |                       |          |
| Strappo  | Karyn Marshall      | 110,0 kg | Han Changmei         | 105,0 kg | Hristina Ilieva       | 82,5 kg  |
| Slancio  | Han Changmei        | 137,5 kg | Karyn Marshall       | 130,0 kg | Carol Cady            | 105,0 kg |
| Totale   | Han Changmei        | 242,5 kg | Karyn Marshall       | 240,0 kg | Carol Cady            | 185,0 kg |

## Medagliere

### Grandi (totale)
Riferito al totale dell'esercizio: 11 nazioni sono entrate nel medagliere.
| Posiz. | Nazione       | Oro | Argento | Bronzo | Totale |
| ------ | ------------- | --- | ------- | ------ | ------ |
| 1      | Cina          | 8   | 1       | 0      | 9      |
| 2      | Bulgaria      | 1   | 2       | 3      | 6      |
| 3      | Stati Uniti   | 1   | 1       | 5      | 7      |
| 4      | India         | 0   | 1       | 1      | 2      |
| 5      | Giappone      | 0   | 1       | 0      | 1      |
| 5      | Colombia      | 0   | 1       | 0      | 1      |
| 5      | Corea del Sud | 0   | 1       | 0      | 1      |
| 5      | Ungheria      | 0   | 1       | 0      | 1      |
| 9      | Taipei cinese | 0   | 0       | 1      | 1      |
| 9      | Indonesia     | 0   | 0       | 1      | 1      |
| 9      | Regno Unito   | 0   | 0       | 1      | 1      |
| Totale | Totale        | 9   | 9       | 9      | 27     |

### Grandi (totale) e Piccole (Strappo e Slancio)
Riferito al totale dell'esercizio e delle due specialità: 12 nazioni sono entrate nel medagliere.
| Posiz. | Nazione       | Oro | Argento | Bronzo | Totale |
| ------ | ------------- | --- | ------- | ------ | ------ |
| 1      | Cina          | 23  | 3       | 1      | 27     |
| 2      | Bulgaria      | 3   | 4       | 7      | 14     |
| 3      | Stati Uniti   | 1   | 3       | 5      | 9      |
| 4      | India         | 0   | 5       | 2      | 7      |
| 5      | Giappone      | 0   | 3       | 1      | 4      |
| 5      | Ungheria      | 0   | 3       | 1      | 4      |
| 7      | Colombia      | 0   | 3       | 0      | 3      |
| 7      | Corea del Sud | 0   | 3       | 0      | 3      |
| 9      | Taipei cinese | 0   | 0       | 4      | 4      |
| 10     | Indonesia     | 0   | 0       | 3      | 3      |
| 11     | Regno Unito   | 0   | 0       | 2      | 2      |
| 12     | Grecia        | 0   | 0       | 1      | 1      |
| Totale | Totale        | 27  | 27      | 27     | 81     |